# La Dea Fortuna – Die Göttin des Glücks
La Dea Fortuna – Die Göttin des Glücks (Originaltitel: La dea fortuna) ist eine italienische Filmkomödie des türkisch-italienischen Regisseurs Ferzan Özpetek aus dem Jahr 2019.

## Inhalt
Der Klempner Alessandro und der Übersetzer Arturo leben seit Jahren zusammen in dem quirligen römischen Stadtteil Ostiense. Ihre Beziehung scheint festgefahren, es kriselt. Arturo ist mit seinem Leben unzufrieden, seine Arbeit frustriert ihn, er wäre lieber Schriftsteller, und Alessandro findet immer häufiger Vergnügen an Seitensprüngen. Die verdeckten Konflikte brechen auf, als  Alessandros frühere Lebensgefährtin Annamaria bei ihnen auftaucht. Die alleinerziehende Mutter soll sich einer Untersuchung im Krankenhaus unterziehen und will ihre Kinder Sandro und Martina ein paar Tage bei den beiden unterbringen. Der Untersuchung folgt ein chirurgischer Eingriff, der Aufenthalt im Krankenhaus zieht sich hin, und die beiden Männer fühlen sich mit den Kindern völlig überfordert. Die Situation spitzt sich zu, als Alessandro entdeckt, dass Arturo seit zwei Jahren heimlich eine Beziehung zu einem Künstler unterhält. Daraufhin will sich das Paar trennen. Die beiden Männer sehen sich nicht mehr in der Lage, sich um die Kinder zu kümmern und bringen sie zu ihrer Großmutter Elena in Bagheria, mit der Annamaria seit Jahren tief zerstritten ist. Auf der Fähre nach Sizilien kommt es zu einem erbitterten Streit zwischen den beiden Männern, der Bruch ihrer Beziehung scheint endgültig.
Im Krankenhaus setzt Annamarie, die fürchtet, dass ihr Leben zu Ende geht, in einem Testament Alessandro als Vormund ihrer Kinder ein.
Als die beiden Männer zurück in Rom sind, stirbt Annamaria. Jetzt haben die beiden sich um ihr Begräbnis in Sizilien zu kümmern und auch um die Kinder, deren Vormund Alessandro ist. Aber die boshafte und arrogante Elena, die ihre Enkelkinder so übel behandelt wie früher die eigenen Kinder, verweigert ihnen ab jetzt den Umgang mit Sandro und Martina. Es stellt sich heraus, dass sie jedes Detail aus dem Leben ihrer Tochter und über das schwule Paar weiß, das sie für ungeeignet hält, Kinder zu erziehen. Die Kinder wollen zurück nach Rom und auf keinen Fall bei Elena bleiben, Elena sperrt die Kinder weg und droht mit einer Anzeige wegen Entführung Minderjähriger.

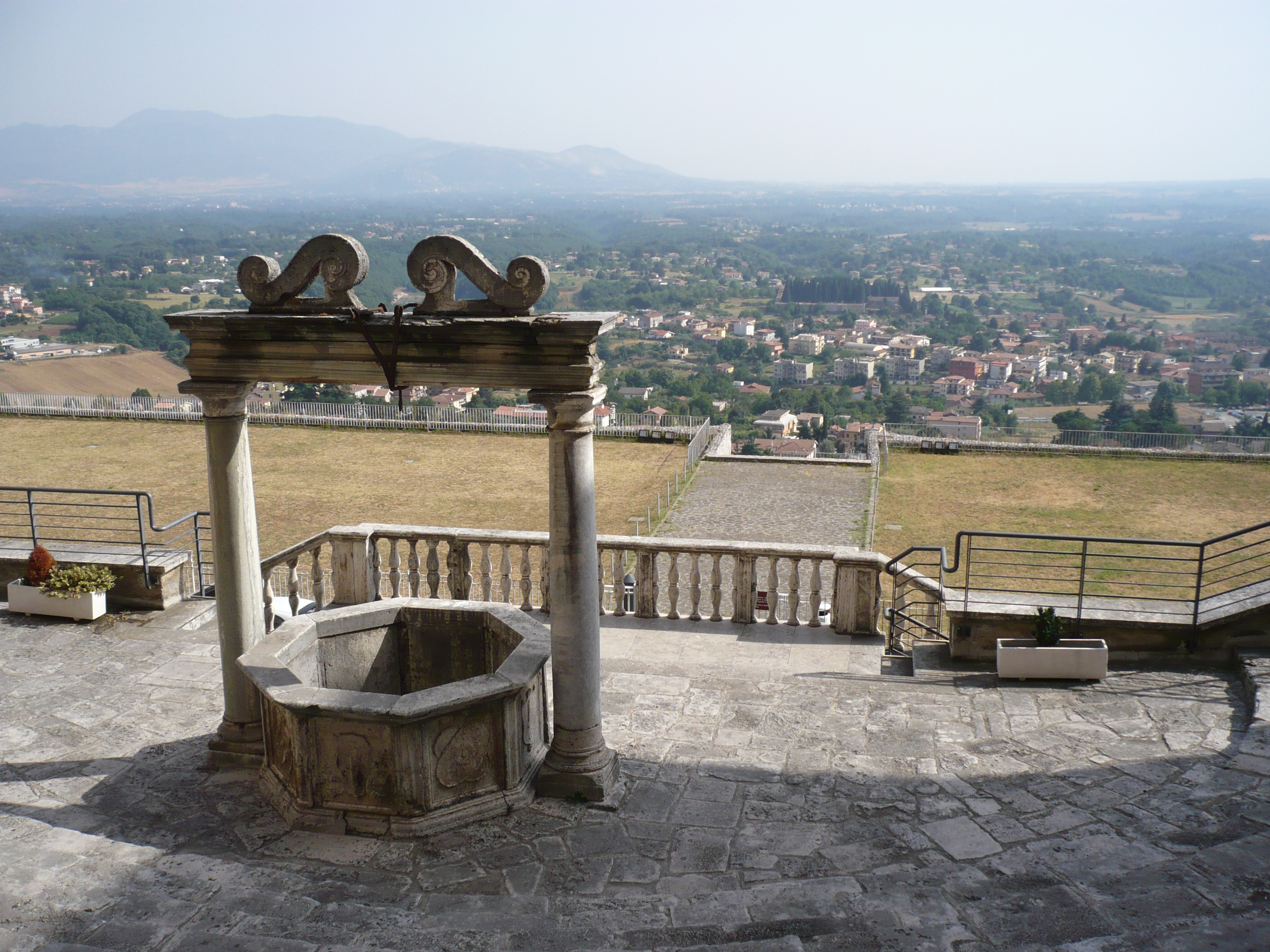
Brunnen am Heiligtum der Fortuna Primigenia in Praeneste

Trotzdem gelingt den vier Beteiligten die Flucht. Auf der Rückreise nach Rom kommt es zu einer vorsichtigen Wiederannäherung der beiden Männer, und nach einem Aufenthalt am Heiligtum der Fortuna Primigenia setzen sie gemeinsam die Rückreise nach Rom fort.

## Produktion
Der Film wurde in Latium und in Sizilien gedreht. Palermo, speziell das Viertel Vergine Maria di Palermo und die Villa Valguarnera in Bargheria sind Spielorte in Sizilien, Schauplatz der Schlusssequenz sind die Innenräume der Villa. Einige Szenen wurden im Santuario della Fortuna Primigenia gedreht, das Heiligtum der Göttin Fortuna, auf die der Titel des Films anspielt.
Das Drehbuch schrieb der Regisseur Özpetek in Zusammenarbeit mit Silvia Ranfagni und Gianni Romoli. Mitbeteiligt an der Entwicklung des Drehbuchs war Barbara Alberti, die auch an den Drehbüchern von Guadagninos „I am Love“ und Asia Argentos „Misunderstood“ mitgearbeitet hat, und die im Film die Rolle der „alten Hexe“ Elena spielt.
Der Kameramann Gian Filippo Corticelli hatte bereits in Özpeteks vielfach preisgekröntem Film „Napoli velata“ mit Özpetek zusammengearbeitet. Die Kostüme schufen Alessandro Lai und Monica Gaetani.

### Musik
Die Musik zum Film schrieb Pasquale Catalano, der seit Männer al dente (2010) für alle Filme Özpeteks die Musik komponiert hat. Catalano wurde mit dem Preis des Sindacato Nazionale Giornalisti Cinematografici Italiani 2020 ausgezeichnet. Diodato erhielt für sein Lied Che vita meravigliosa, das Teil des Soundtracks war, drei italienische Filmpreise, einen David di Donatello, den Ciak d’Oro und den Nastro d’Argento.

## Veröffentlichung
Der Film kam am 19. Dezember 2019 in die italienischen Kinos.
In deutschen Kinos lief er ab 1. Oktober 2020 in der italienischen Originalfassung mit deutschen Untertiteln. Warner Home Video veröffentlichte 2020 eine DVD in italienischer Sprache, außerdem ist der Film über diverse Streaming-Dienste erreichbar. In Österreich erschien der Film am 31. Dezember 2021 in den Kinos.

## Rezeption
Das Box Office von La dea fortuna in Italien belief sich auf 8,3 Millionen Euro.
Der Film hat neun Filmpreise gewonnen und wurde für neun weitere nominiert.
Die italienische Kritik hat den Film insgesamt positiv aufgenommen. Übereinstimmend heißt es, Özpeteks spiele wieder alle Themen durch, die für seine Filme typisch sind. Er enthalte sich jedoch jeglicher Klischees, er setze vielmehr mit frischem Atem das Thema Liebe in all ihrer Komplexität in das Zentrum seines Films.
Paola Casella vom italienischen Filmportal MyMovies.it bezeichnet den Film als einen Mix aus romantischer Komödie und Melodram mit eingestreuten Horrorszenen, andererseits sei er – bei all den für Özpeteki typischen Themen von Krankheit und Tod – von einer nicht zu unterdrückenden Vitalität, die sich in der befreienden Kraft des Gelächters entlade.